# ダンボドロップ大作戦
『ダンボドロップ大作戦』（ダンボドロップだいさくせん、原題：Operation Dumbo Drop）は、1995年制作のアメリカ合衆国の映画。ベトナム戦争中の実話を元に映画化した心温まる感動ドラマ。ウォルト・ディズニー・ピクチャーズ製作。日本では劇場未公開。そのため『ダンボドロップ大作戦』による音楽協力は、ポニーキャニオン、ポリドール・レコード、ポリグラム、エイベックス・エンタテインメントには関わっておらず、ユニバーサルミュージックが関わっている。

## あらすじ
ベトナム戦争中の1968年。アメリカ軍のドイル大尉は南ベトナムのとある山奥の小さな村にやってきた。この村は、アメリカ軍が山間に展開する北ベトナム軍の軍事物資輸送路を発見するための監視活動の拠点となっていた。ドイルはその交代要員として着任することになったのだ。
村の流儀を重んじ、彼らと交流を交わして村人たちの信頼を得てきた前任者のサム・ケイヒル大尉は、ドイルに村人との協力関係を維持することを諭すが、任務遂行を第一と考えているドイルはどこか消極的だった。
そして、ドイルが着任して早々、大事件が起きる。ドイルのミスから村が北ベトナム軍の攻撃を受け、村人たちが神の使いとして崇め、大事な労働力でもあった象が殺されてしまったのだ。
それを知ったサム達は、このままでは村の協力が得られなくなると考え、代わりの新しい象を調達することを決める。サム達はポータットという象を世話役の少年と共に手に入れ、輸送機に乗せて空輸しようとしたが、ポータットが機内で暴れだして緊急着陸し、陸を歩いて運ぶ方法に変更せざるを得なくなってしまう。
サム達は祭りが行われる金曜日に間に合うように、数百キロの山あいの険しい道のりを進む。

## キャスト
- サム・ケイヒル大尉：ダニー・グローヴァー（吹替：池田勝）
- T・ C・ドイル大尉：レイ・リオッタ（吹替：田中秀幸）
- プール：デニス・リアリー（吹替：谷口節）
- アッシュフォード：ダグ・E・ダグ（吹替：柴本浩行）
- ファーリー：コリン・ネメック（吹替：藤原啓治）
- リン：ディン・ティエン・リ（吹替：金丸健人）
- ジョン：ロング・グエン（吹替：島田敏）
- ゴダード：チェッキー・カリョ（吹替：小山武宏）
- アダムス：レイモンド・クルス
- モリス：ティム・ケレハー
- ペダーソン：マーシャル・ベル
- ジェームズ・ホン